# ميكا هوري
ميكا هوري (باليابانية: 堀珠花؛ بالكانا: ほり みか) هي لاعبة هوكي الجليد يابانية، ولدت في 17 فبراير 1992 في توماكوماي في اليابان.

## وصلات خارجية
- ميكا هوري على موقع EliteProspects.com (الإنجليزية)
- ميكا هوري على موقع أوليمبيديا (الإنجليزية)